# Авіла (провінція)
Авіла (ісп. Ávila) — провінція західної Іспанії розташована в автономному співтоваристві Кастилія-і-Леон. Адміністративний центр — місто Авіла.